# Cryptoloba minor
Cryptoloba minor är en fjärilsart som beskrevs av W. Warren 1893. Cryptoloba minor ingår i släktet Cryptoloba och familjen mätare. Inga underarter finns listade i Catalogue of Life.